# 클레망 뒤발

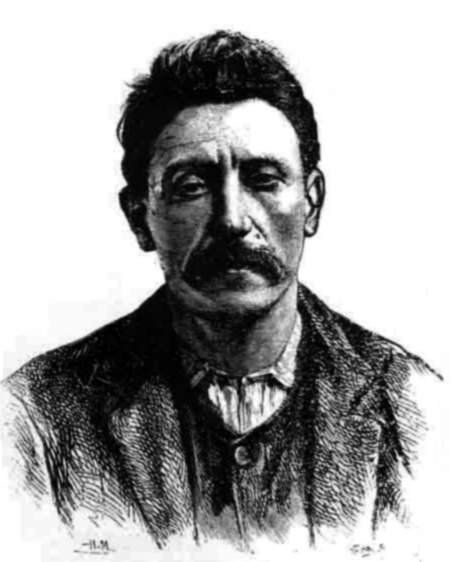
클레망 뒤발

클레망 뒤발(프랑스어: Clément Duval, 1850년 ~ 1935년)은 프랑스의 아나키스트이자 범죄자였다. 그의 개인의 수복이라는 개념은 이후 일리걸리즘이라는 것이 탄생하는데 중대한 영향을 끼쳤다. 폴 알버트(Paul Albert)에 의하면, “클레망 뒤발의 이야기는 모든 정치적 면모가 제거된 채로 빠삐용이라는 베스트셀러를 만드는데 도용되었다.”

## 생애
뒤발은 프로이센-프랑스 전쟁에서 제5 보병대대 일원으로 복무했었고, 이때 박격포로 인한 부상과 함께 천연두에 걸리게 되었다. 이 결과로서 그는 앞으로의 10여 년간 총 4년을 병원에서 보내게 되었다. 정상적인 노동을 할 수 없었던 뒤발은 그렇게 도둑이 되었다. 80 프랑을 훔친 죄로 감옥에서 1년을 살고 나온 이후에 뒤발은 바티뇰의 표범(The Panther of Batignolles)이라는 아나키스트 조직의 일원이 된다.
1886년 10월 25일, 뒤발은 파리의 사교계 명사의 맨션을 털어서 15,000 프랑을 훔쳐 내었고 이때 실수로 불을 지르게 된다. 불과 2주 만에 그는 장물을 처리하는 와중에 체포되었고 이 와중에 그를 체포하려던 로시뇰(Rossignol)이라는 경찰을 몇 차례 찌른다.(경찰은 부상을 입었지만 죽지는 않았다.) 뒤발의 재판은 그를 지지하는 많은 사람들의 관심을 이끌어 내었으며 그가 재판장에서 끌려 나가며 “아나키 만세!”라고 외쳤기 때문에 재판장은 아수라장이 되었다. 그는 처음엔 사형을 선고받았지만, 이후 악마섬에서의 종신 강제 노동형으로 감형 받는다.
이후 1886년 인쇄된 아나키스트 신문인 Le Révolté에서 그는 다음과 같이 선언한다. "Le vol n'est que la restitution, opéré à son profit par un individu conscient des richesses produites collectivement, et indûment accaparée par quelques-uns."(이것은 도둑질이지만, 누군가의 과도한 부의 독점을 의식하면서 그 자신의 이익을 위해 수행된 배상이다.) 똑같이 Révolte에서 다음과 같이 선언하기도 했다. “도둑질은 오직 인간에 의한 인간의 착취로서만 존재한다… 사회가 그대가 존재할 권리를 부정한다면, 그대에겐 마땅히 그것을 훔쳐낼 권리가 있다…. 경찰은 법의 이름으로 나를 체포했지만, 나는 자유의 이름으로 그를 때렸다."
뒤발은 이후 14여 년을 감옥에서 보내면서 20번 이상의 탈출을 시도한다. 1901년 4월, 마침내 탈출에 성공하고 뉴욕으로 도망쳐서 그곳에서 85세까지 살았다.

## 전기
뒤발의 회고록 Memorie Autobiografiche은 루이지 갈레아니에 의해 번역 되어서 이탈리아에서 출판되었다. 마리안 엔켈(Marianne Enckell)은 뒤발의 오리지널 원고를 복원해서 로잔의 C.I.R.A.에서 Outrage: An Anarchist Memoir of the Penal Colony라는 제목으로 이를 출간했다.

## 같이 보기
- 일리걸리즘
- 수용적 아나키즘